# 白化東
白化東（德語：Theodor Breher；1889年8月21日—1950年11月2日）是天主教德國籍主教及本篤會聖奧提來會會士。曾任吉林省延吉宗座代牧及延吉教區主教（1937年-1950年）。

## 生平
白化東出生于1889年8月21日在德意志帝國巴伐利亞王國的市鎮奧托博伊倫。高中畢業後加入本篤會聖奧提來會會士，1911年10月8日他21歲時發永願。1915年17月16日白化東在25歲時由奧格斯堡教區主教馬克西米利安·馮·靈格晋铎，並派往柏林攻讀漢學博士。完成學業後，他於1921年夏天前往日治朝鮮漢城。
1928年7月19日，聖座從日治朝鮮元山宗座代牧區劃出吉林省東部的地區分設延吉宗座監牧區，德國籍白化東神父擔任首任宗座監牧。
1931年日本關東軍佔領滿洲，且將當地劃歸滿洲國管轄，但仍准許外籍神父繼續在當地有限地傳教及服務。
1937年4月13日，聖座將延吉宗座監牧區升格為延吉宗座代牧區，且時獲時任教宗庇護十一世任命47歲的白化東為首任延吉宗座代牧，領銜土耳其杰龍教區主教。同年9月5日，在延吉由北滿洲宗座代牧高德惠主教主禮，日治朝鮮元山宗座代牧博尼費斯·紹爾主教及漢城宗座代牧阿德里恩·約瑟·拉里波主教襄禮晉牧。
1949年10月1日，中國共產黨在中國大陸地區建立中華人民共和國，並開始針對天主教進行宗教迫害及打壓，教會已經無法正常功能。其後，白化東主教與外籍傳教士先後被捕，並被中國政府驅逐出境。1949年12月12日，回國後前往羅馬向時獲時任教宗庇護十二世述職。
1950年白主教中風入住梅明根的醫院。1950年11月2日白化東主教在轉醫院途中，於西德巴伐利亞的市鎮溫達赫遇到交通意外逝世，享年61岁。